# Мамаївці (роз'їзд)
Мамаї́вці — залізничний роз'їзд Івано-Франківської дирекції Львівської залізниці на лінії Коломия — Чернівці-Північна між станціями Лужани (5 км) та Чернівці-Північна (7,5 км). Розташований у селі Мамаївці Чернівецького району Чернівецької області.

## Історія
Роз'їзд відкритий у 1866 році в складі лінії Стефанешти — Чернівці-Північна. 

## Пасажирське сполучення
На роз'їзді зупиняються приміські поїзди сполученням Коломия — Чернівці — Вадул-Сірет. Пасажирський рух до станцій Стефанешти та Вижниця припинений з 18 березня 2020 року на невизначений термін.